# Генрик Леліва-Ройцевич
Генрик Леліва-Ройцевич (пол. Henryk Leliwa-Roycewicz, 30 липня 1898 — 18 червня 1990) — польський вершник.
Срібний призер Олімпійських Ігор 1936 року в командному триборстві.